# Bougainvillea buttiana
Bougainvillea buttiana ("Santa Rita") es una planta trepadora de la familia Nyctaginaceae. Es originaria de Centroamérica y el norte de Sudamérica. 

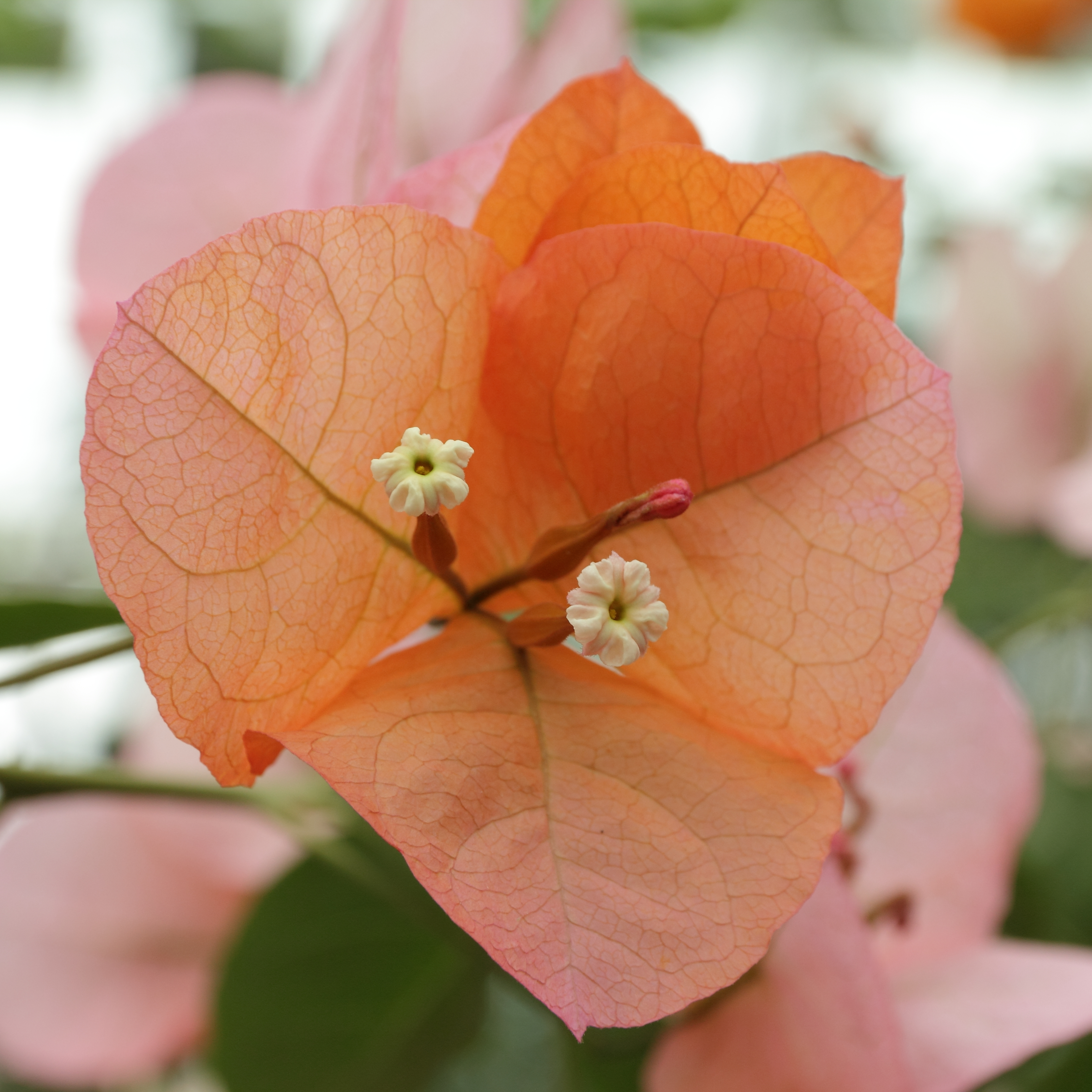
Detalle de la flor

## Taxonomía
Bougainvillea buttiana fue descrita por Holttum & Standl. y publicado en Publications of the Field Museum of Natural History, Botanical Series 23(2): 44–48. 1944.
Etimología
Bougainvillea: nombre genérico que fue creado por Philibert Commerson (1727-1773) en honor de Louis Antoine de Bougainville (1729-1811), el marino y explorador francés que trajo por primera vez la planta a Europa desde Brasil, y de quién era el botánico que le acompañó en su expedición alrededor del mundo de 1766 a 1769. Su publicación fue obra de Antoine Laurent de Jussieu en su Genera Plantarum (Jussieu), 91, en 1789.
buttiana: epíteto